# Луп III Сантюль
Луп III Сантюль Баск (баск. Otsoa Wasco, фр. Loup Centulle, гаск. Lop Centullo, лат. Lupus Centullus, исп. Lobo (Lope) Centulo; ум. после 820) — герцог Васконии 818—819. Вероятно Луп был сыном Сантюля, одного из сыновей герцога Лупа II, однако существует версия, что он был сыном герцога Гарсии I.

## Биография
В 818 году погиб герцог Васконии Гарсия I, восставший против императора Людовика I Благочестивого. Новым герцогом объявил себя Луп III. Король Аквитании Пипин I, сын Людовика, в подчинении которого находилась Васкония, предпринял поход против Лупа, дойдя до Кастильоне-сюр-Дордонь. По его приказу графы Беренгер Тулузский и Гверин Прованский продолжили военные действия. В одной из битв в 819 году погиб брат Лупа, Гарсанд, а сам Луп бежал, но вскоре попал в плен и был отправлен в изгнание, где и умер. Новым правителем Васконии был поставлен Аснар I Санчес, но без герцогского титула. Однако в западной Васконии последние антифранкские выступления прекратились только в 820 году.

## Брак и дети
Имя жены Лупа неизвестно. Традиционно на основании Хартии Алаона ему приписывают двух сыновей:
- Сантюль Луп, виконт Беарна, родоначальник Беарнского дома
- Донат Луп (ум. 838/865), граф Бигорра, родоначальник Бигоррского дома

Однако, поскольку существуют серьёзные сомнения в достоверности Хартии Алаона, то существуют сомнения в таком происхождении Беарнского и Бигоррского домов. Сеттипани считает, что у Лупа III был единственный сын Луп, который был отцом графа Пальярса и Рибагорсы Рамона I, Унифреда, Дадильдис, жены короля Памплоны Гарсии II Хименеса, и, возможно, Доната Лупа, графа Бигорра. Что до Сантюля, родоначальника Беарнского дома, Сеттипани хотя и указывает на родство его с Гасконским домом, но сомневается в его происхождении от Лупа III.